# ماريانا دياز أوليفا
ماريانا دياز أوليفا (بالإسبانية: Mariana Díaz Oliva)‏ مواليد 11 مارس 1976 في بوينس آيرس، هي لاعبة كرة مضرب أرجنتينية سابقة بدأت مسيرتها كمحترفة سنة 1992 وكانت تلعب باليد اليمنى، اعتزلت اللعب في 2006. أعلى تصنيف لها في الفردي كان المركز الـ 42 في سنة 2001. أعلى تصنيف لها في الزوجي كان المركز الـ 93 في سنة 2001. سبق أن شاركت في دورة الألعاب الأولمبية الصيفية.

## الميداليات
| الميدالية | المسابقة                    |
| --------- | --------------------------- |
| برونزية   | دورة الألعاب الأمريكية 1999 |
| برونزية   | دورة الألعاب الأمريكية 1999 |

## روابط خارجية
- ماريانا دياز أوليفا على موقع رابطة محترفات التنس (الإنجليزية)
- ماريانا دياز أوليفا على موقع الاتحاد الدولي لكرة المضرب (الإنجليزية)
- ماريانا دياز أوليفا على موقع كأس بيلي جين كينغ (الإنجليزية)
- ماريانا دياز أوليفا على موقع خلاصة التنس.كوم (الإنجليزية)
- ماريانا دياز أوليفا على موقع أوليمبيديا (الإنجليزية)